# Bertrand d'Argentré
Bertrand d'Argentré (Vitré, 1519 - Thorigné-Fouillard 1590) fou un polític i escriptor bretó. Fill del gran senescal de Roazhon, Pierre d'Argentre, a qui va succeir el 1543. Especialista en dret, va fer nombrosos comentaris al Coutumier de Bretagne. El 1584 va escriure per encàrrec dels Estats de Bretanya una Histoire de Bretagne força nacionalista on es mostra partidari del dret feudal sobre el dret romà. El 1589 es posà part de la Lliga i del duc de Mercoeur, raó per la qual fou exiliat de la ciutat.

## Bibliografia

Commentarii in patrias Britonum leges, 1621 (Fondazione Mansutti, Milano).